# Cetotheriophanes
Cetotheriophanes — вимерлий смугач з пізнього пліоцену (піаценціану) Північної Італії.

## Класифікація
Спочатку Cetotheriophanes був описаний як підрід Cetotherium у 1873 році, але пізніше отримав повний родовий статус у 1875 році. Пізніше деякі автори вважали його синонімом Balaenoptera, але нещодавні роботи показують, що Cetotheriophanes відрізняється від Balaenoptera.